# Égypte ottomane
L'Égypte ottomane est le terme utilisé pour désigner, en Égypte, la période de domination ottomane. 

## Période ottomane et mamelouke (1517-1798)
La période ottomane proprement dite s'étend de 1517 à 1798.
Dès 1485, les Ottomans entrent en guerre contre les Mamelouks. En 1516, la Syrie est envahie par Sélim Ier. En 1517, celui-ci s’empare du Caire en vainquant le sultan Tûmân Bey. Les Ottomans maintiennent des chefs mamelouks à des positions clés en leur donnant le titre de beys. Après la conquête et le départ de Sélim (septembre 1517), Khaïr Beg, un Mamelouk rallié, est nommé gouverneur ottoman pour percevoir le tribut et administrer le pays. Les begs (ou beys) mamelouks restent la classe dirigeante du pays tout en versant un tribut à Constantinople. Les beys (seigneurs) et les cachefs (administrateurs provinciaux) sont en effet recrutés parmi les Mamelouks qui acquièrent peu à peu un pouvoir politique réel.

## Intermède français et reconquête ottomane (1798-1806)
En 1798, Napoléon Bonaparte écrase les Mamelouks lors de la campagne d'Égypte. Il tente d'établir une administration moderne mais échoue au siège de Saint-Jean-d'Acre (1799) puis, devant rentrer en France républicaine pour y prendre le pouvoir, laisse le général Kléber pour gouverner le pays. Ce dernier est assassiné en 1800. En 1801, l'Égypte est reconquise par une armée anglo-ottomane.

## Période alaouite

### Le pachalik alaouite (1806-1867)
En 1806, Méhémet Ali, militaire d'origine albanaise, est nommé gouverneur d'Égypte par les Ottomans. Apprenant que les Mamelouks cherchent à l'assassiner, il fait massacrer leurs chefs le 1er mai 1811, dans une embuscade, et pourchasse le reste des troupes. C'est la fin des Mamelouks d'Égypte. Le sultan ottoman Sélim III reconnaît l'autorité de Méhémet Ali comme Pacha d'Égypte sous la pression des autorités religieuses du Caire. Celui-ci appuie sa politique sur la société égyptienne contre les Mamelouks et les Ottomans, consolide son pouvoir et établit une dynastie de fait.

### Le khédivat alaouite et la conquête britannique (1867-1914)
Sous le règne d'Ismaïl Pacha (1863-1879), lors de la réforme administrative de 1867 qui transforme les pachaliks (ou eyalets) en vilayets, Ismaïl obtient le statut spécial de khédive (vice-roi héréditaire) qui consacre sa semi-indépendance de fait. Cependant, le khédivat d'Égypte, lourdement endetté par ses efforts de modernisation et par la construction du canal de Suez (ouvert en 1869), tombe sous la dépendance des capitalistes français et britanniques. 
La révolte d'Ahmed Urabi, militaire d'inspiration nationaliste, provoque l'occupation de l'Égypte par l'Empire britannique en 1882. Elle reste sous la suzeraineté nominale de l'Empire ottoman.
Dans le cadre de la Première Guerre mondiale en Orient, pour contrer l'Empire ottoman, les Britanniques imposent leur protectorat sur l'Égypte le 19 décembre 1914 en déposant le khédive Abbas II Hilmi pour le remplacer par son frère Hussein Kamal, doté du titre de sultan mais pratiquement dépourvu de pouvoirs réels. L'armée britannique des Indes occupe le pays. Avec l'échec de l'offensive ottomane de Suez en février 1915, le sultanat d'Égypte devient pratiquement une colonie britannique.